# IOI (gruppo musicale)
Le IOI (아이오아이?, A-i-o-a-iLR; acronimo di Ideal of Idol) sono state un gruppo musicale sudcoreano formatosi a Seul nel 2016 tramite la prima edizione del talent show Produce 101. Il gruppo, composto da undici membri scelti tra 101 appartenenti a diverse agenzie d'intrattenimento, ha debuttato il 4 maggio 2016 con l'EP Chrysalis ed è rimasto in attività meno di un anno. Il concerto Time Slip – IOI, tenutosi dal 20 al 22 gennaio 2017, è stato la loro ultima esibizione sul palco.
Le IOI sono state tra i gruppi coreani di maggior successo del 2016, vendendo più di 237 000 dischi e incassando oltre 10 miliardi di won nei loro dieci mesi di attività anche grazie a partecipazioni ad eventi, apparizioni televisive e contratti di sponsorizzazione, e la loro riuscita ha incoraggiato la formazione di altri gruppi con membri provenienti da agenzie diverse.

## Storia

### Prima del debutto:Produce 101
Nel novembre 2015, il canale televisivo Mnet annuncia Produce 101, un nuovo show di sopravvivenza che unisce 101 apprendiste da 46 agenzie d'intrattenimento per formare un girl group temporaneo da undici membri scelti dal pubblico. Il programma va in onda dal 21 gennaio al 1º aprile dell'anno successivo, e viene vinto da Jeon So-mi, Kim Se-jeong, Choi Yoo-jung, Chungha, Kim So-hye, Zhou Jieqiong, Jung Chae-yeon, Kim Do-yeon, Kang Mi-na, Lim Na-young e Yoo Yeon-jung, che firmano un contratto della durata di dieci mesi per pubblicare quattro opere musicali.
Il debutto viene inizialmente pianificato per lo stesso giorno di messa in onda dell'episodio finale, ma la casa discografica YMC Entertainment e Mnet decidono di posticiparlo per preparare meglio il concept e la coreografia per l'EP d'esordio. Il 5 aprile 2016 una delle canzoni eseguite durante la finale, Crush, esce come singolo insieme al suo video musicale.

### 2016-2017: debutto conChrysalise scioglimento
Le IOI debuttano ufficialmente il 4 maggio 2016 con l'uscita dell'EP Chrysalis e del videoclip della canzone apripista Dream Girls. Il brano è un pezzo di genere trap pop dance scritto dal cantautore Eru e dal compositore Paul, con le parti rap realizzate dai membri del gruppo Lim Na-young e Choi Yoo-jung. La prima esibizione televisiva avviene il giorno seguente a M Countdown con Dream Girls e Knock Knock Knock. L'EP entra in quarta posizione nella Gaon Album Chart e vende quasi 60 000 copie durante il primo mese di disponibilità.

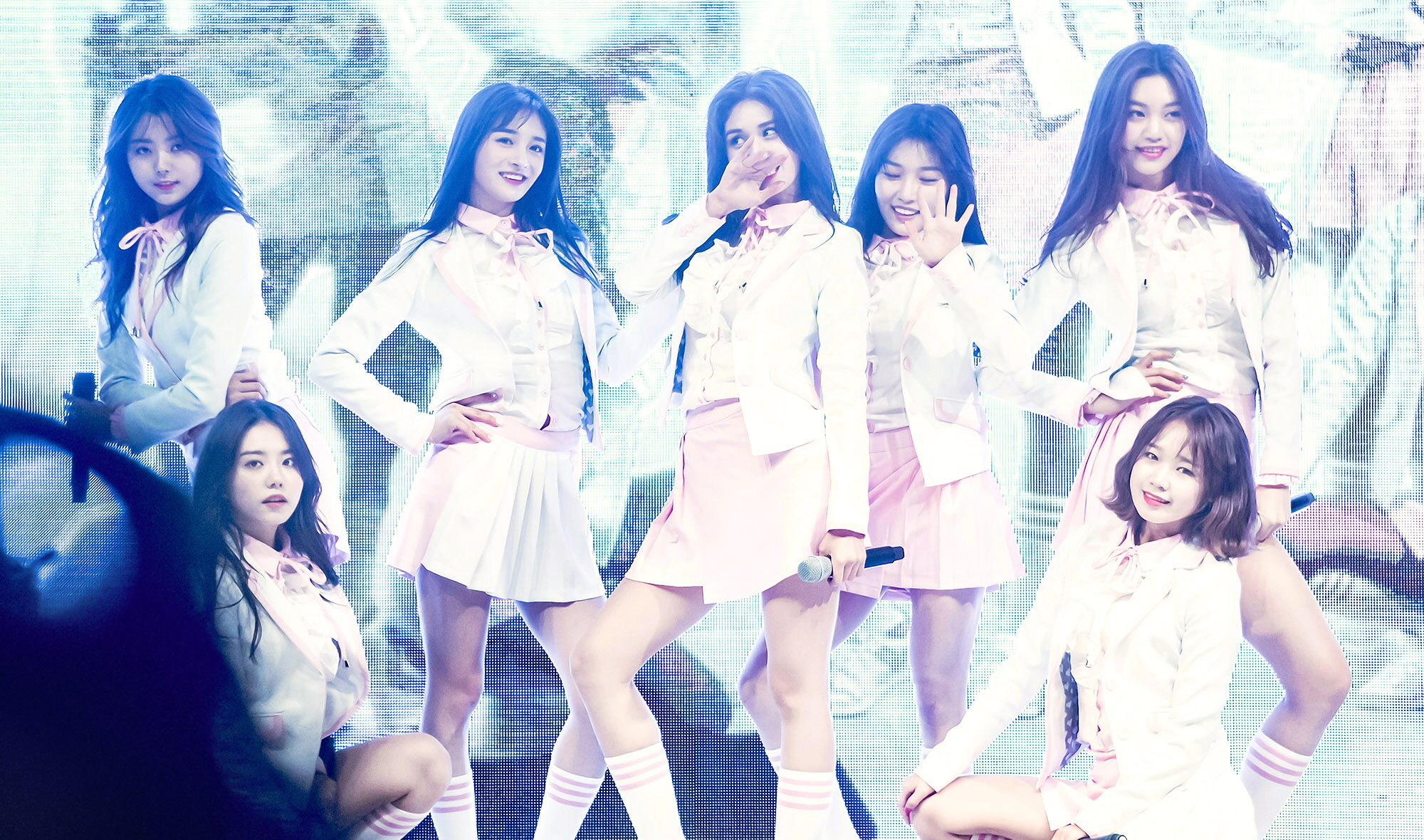
I sette membri delle IOI che hanno inciso Whatta Man (Good Man), il 19 dicembre 2016

L'11 maggio, Jung Chae-yeon si riunisce alle DIA, il gruppo di cui faceva parte prima di entrare nelle IOI, per l'uscita del loro nuovo disco, mentre il 7 giugno, dopo l'esibizione al Kcon di Parigi, Kim Se-jeong e Kang Mi-na tornano alla loro agenzia per prepararsi al debutto come membri delle Gugudan alla fine del mese. Yoo Yeon-jung, invece, decide di riprendere ad esercitarsi in canto e ballo; nessuna di loro partecipa così all'uscita di Whatta Man (Good Man) il 9 agosto seguente. Il singolo, ispirato a What a Man di Linda Lyndell e alla versione del 1993 delle Salt-n-Pepa con le En Vogue, è coreografato da Chungha delle IOI. Nel frattempo, dal 29 al 31 luglio, il gruppo partecipa al Kcon di Los Angeles, mentre il 15 agosto pubblica il singolo Hand in Hand, remake dell'inno delle Olimpiadi del 1988 a Seul originariamente cantato dai Koreana, in preparazione alle Olimpiadi invernali di Pyeongchang 2018.
Il 22 settembre, l'agenzia conferma che tutti i membri sono tornati in sala di registrazione per un nuovo EP, che sarà l'ultima uscita del gruppo e conterrà una canzone apripista scritta e prodotta da Park Jin-young. L'opera, intitolata Miss Me?, viene presentata il 16 ottobre nel corso di uno show dedicato in diretta su Mnet ed esce il giorno seguente in concomitanza con un concerto speciale al Yes24 Live Hall di Seul. L'apripista Very Very Very è la prima hit del gruppo, si posiziona in vetta alla Gaon Digital Chart per la settimana 16-22 ottobre 2016, con 266.203 download e 5.859.795 di riproduzioni, e resta nella top 10 per tre settimane consecutive, mentre nella classifica mensile è quinta. Il videoclip è il terzo video musicale più visto in America e nel mondo per il mese di ottobre secondo Billboard. Il 26 ottobre, durante la puntata di Show Champion, le IOI ricevono il primo trofeo di un programma musicale come gruppo completo.
Il 5 novembre 2016, la YMC Entertainment ufficializza lo scioglimento delle IOI al termine del loro contratto. Un ultimo singolo intitolato Downpour esce insieme al video musicale il 18 gennaio 2017, conseguendo un all-kill sulle classifiche coreane in tempo reale ed entrando in terza posizione nella Gaon Digital Chart settimanale. Il concerto di addio del gruppo, Time Slip – IOI, fa il tutto esaurito in un minuto e si tiene dal 20 al 22 gennaio al Jangchung Gymnasium di Seul per 15 000 spettatori, con l'ultima giornata trasmessa anche in streaming. Il gruppo si scioglie ufficialmente il 29 gennaio, dopo un'apparizione televisiva a Section TV della MBC; quello stesso giorno Downpour vince il trofeo di Inkigayo.

### Seguito
Gli undici membri delle IOI hanno fatto ritorno alle rispettive agenzie dopo lo scioglimento del gruppo. Jung Chae-yeon, Kim Se-jeong e Kang Mi-na si sono riunite rispettivamente alle DIA la prima e alle Gugudan le seconde. Lim Na-young e Zhou Jieqiong hanno debuttato con le Pristin il 21 marzo 2017, Choi Yoo-jung e Kim Do-yeon con le Weki Meki l'8 agosto 2017, mentre Yoo Yeon-jung è diventata la tredicesima componente delle Cosmic Girls. Kim So-hye si è data alla recitazione e Chungha alla carriera solista, pubblicando il suo primo EP il 7 giugno 2017. Jeon So-mi ha firmato un contratto formale con la JYP Entertainment, partecipato a varietà e collaborato in brani di altri artisti, per poi lasciare l'agenzia il 20 agosto 2018 e debuttare da solista il 13 giugno 2019 sotto The Black Label.
Il 1º luglio 2019, Studio Blu ha confermato che il gruppo sarebbe ritornato con nove membri (senza Yoo Yeon-jung e Jeon So-mi) ad ottobre. Il 6 settembre la reunion è stata spostata all'inizio di dicembre per ultimare i preparativi, ma il progetto si è interrotto a ottobre a causa dell'indagine sulla manipolazione dei voti di Mnet.

## Formazione
- Lim Na-young (임나영) – leader, voce, rap (2016-2017)
- Kim Chung-ha (김청하) – voce (2016-2017)
- Kim Se-jeong (김세정) – voce (2016-2017)
- Jung Chae-yeon (정채연) – voce (2016-2017)
- Zhou Jieqiong (周洁琼, 조결경) – voce (2016-2017)
- Kim So-hye (김소혜) – voce (2016-2017)
- Yoo Yeon-jung (유연정) – voce (2016-2017)
- Choi Yoo-jung (최유정) – rap (2016-2017)
- Kang Mi-na (강미나) – rap (2016-2017)
- Kim Do-yeon (김도연) – voce (2016-2017)
- Jeon So-mi (전소미) – voce (2016-2017)

## Discografia

### EP
- 2016 – Chrysalis
- 2016 – Miss Me?

### Singoli
- 2016 – Crush
- 2016 – Whatta Man (Good Man)
- 2016 – Hand in Hand
- 2017 – Downpour

### Colonne sonore
- 2016 – I Love You, I Remember You (per Dar-ui yeon-in - Bobogyeongsim ryeo)

## Videografia
- 2016 – Crush
- 2016 – Dream Girls
- 2016 – Whatta Man (Good Man)
- 2016 – Very Very Very
- 2017 – Downpour

## Filmografia

### Televisione
- Produce 101 – programma TV, 11 episodi (2016)
- Standby IOI – programma TV, 2 episodi (2016)[60]
- LAN Cable Friends IOI – programma TV, 5 episodi (2016)[61]
- I Miss You Very Very Very Much Show (2016)[27]

## Riconoscimenti
- Asia Artist Award
  - 2016 – Tredicesime nella Top 50 - Artisti più popolari (cantanti)[62]
- Asia Model Award
  - 2016 – Premio nuova stella[63]
- Circle Chart Music Award
  - 2017 – Candidatura Canzone dell'anno (ottobre) per Very Very Very[64]
  - 2018 – Candidatura Canzone dell'anno (gennaio) per Downpour[65]
- Golden Disc Award
  - 2017 – Nuovo artista dell'anno[66]
  - 2017 – Candidatura Bonsang digitale per Very Very Very[67]
  - 2017 – Candidatura Disco bonsang per Chrysalis[67]
- Korean Culture Entertainment Award
  - 2016 – Premio cantante K-pop[68]
- Melon Music Award
  - 2016 – Candidatura Top 10 artisti[69]
  - 2016 – Candidatura Miglior nuovo artista[70]
  - 2016 – Candidatura Premio popolarità dei netizen[71]
  - 2016 – Candidatura Premio stella Kakao[72]
  - 2017 – Candidatura Top 10 artisti[73]
  - 2017 – Candidatura Premio tendenza per Downpour[74]
- Mnet Asian Music Award
  - 2016 – Miglior nuovo artista (gruppo femminile)[75]
  - 2016 – Candidatura Artista dell'anno[76]
- Seoul Music Award
  - 2017 – Nuovo artista[77]
  - 2017 – Candidatura Premio popolarità[78]
- V Live Award
  - 2017 – Principianti globali - Top 5[79]